# Baphomets Fluch
Baphomets Fluch ist eine fünfteilige Computerspielreihe des britischen Entwicklerstudios und Publishers Revolution Software. In den Adventure-Spielen ermittelt ein US-amerikanischer Anwalt gemeinsam mit einer französischen Journalistin in mysteriösen Kriminalfällen, die sich mit Geheimorganisationen wie dem Templerorden und mysteriösen Artefakten wie dem Voynich-Manuskript befassen. Das erste Spiel der fünfteiligen Reihe wurde 1996 veröffentlicht, das letzte 2013. Der englische Originaltitel lautet Broken Sword (auf Deutsch etwa Zerbrochenes Schwert).

## Internationale Namensgebung
Die Serienbezeichnung Baphomets Fluch ist ausschließlich im deutschsprachigen Raum gebräuchlich. Der erste Teil der Serie wurde vom englischen Originaltitel abweichend in den Vereinigten Staaten als Circle of Blood (auf Deutsch etwa Zirkel des Blutes), der vierte Teil als Secrets of the Ark: A Broken Sword Game (auf Deutsch etwa Die Geheimnisse der Bundeslade) veröffentlicht. Im französischen Sprachraum trägt die Serie dagegen den Titel Les Chevaliers de Baphomet (dt. Die Reiter / Ritter des Baphomet). In spanischsprachigen Ländern wurde eine Mischbezeichnung gewählt: Die Serie trägt den englischen Namen Broken Sword, die Untertitel der jeweiligen Spiele sind aber auf Spanisch gehalten. Das erste Spiel der Reihe heißt in spanischsprachigen Ländern beispielsweise Broken Sword: La leyenda de los templarios (auf Deutsch etwa Broken Sword: Die Legende der Tempelritter).

## Veröffentlichungen

### Baphomets Fluch
Baphomets Fluch (orig. Broken Sword: The Shadow of the Templars) ist wie die meisten Spiele der Reihe ein Point-and-Click-Adventure. Wie in allen Spielen der Reihe werden die Geschehnisse in Third-Person-Perspektive dargestellt. Die Spielgrafik ist in 2D gehalten: Handgezeichnete Charaktere agieren vor ebenfalls handgezeichneten, teilanimierten Kulissen. Baphomets Fluch erschien 1996 für Microsoft Windows und wurde auf zahlreiche andere Plattformen portiert. 2009 erschien ein um zusätzliche Szenen erweiterter Director’s Cut. 2024 erschien eine komplett in 4K überarbeitete Version.
Der US-amerikanische Anwalt George Stobbart wird in Baphomets Fluch während eines Urlaubs in Paris Zeuge eines Mordes. Er stellt eigene Ermittlungen an und kommt den Machenschaften des wiedererwachten Templerordens auf die Spur. Dabei lernt er die französische Journalistin Nicole Collard kennen, die ebenfalls in der Sache ermittelt. Die Beziehung zwischen Stobbart und Collard zieht sich durch alle Spiele der Reihe.

### Baphomets Fluch 2: Die Spiegel der Finsternis
Der zweite Teil des Spieles (orig. Broken Sword 2: The Smoking Mirror) befasst sich mit einem alten Maya-Kult. Das Spielprinzip blieb unverändert und die Grafik wurde leicht modernisiert. Das Spiel erschien wie der Vorgänger für Windows und PlayStation und wurde in einer 2010 veröffentlichten, überarbeiteten Remastered-Fassung auf weitere Plattformen portiert.

### Baphomets Fluch: Der schlafende Drache
Der dritte Teil der Serie (orig. Broken Sword: The Sleeping Dragon) erschien erst sechs Jahre später, im Oktober 2003, für PlayStation 2, Xbox und Windows. Darin ist George in seiner Funktion als Patentanwalt im Kongo unterwegs, als sein Flugzeug in ein Unwetter gerät und abstürzt. Doch George gelingt es, sich und den Piloten aus der Notlage zu befreien und findet bald darauf seinen Klienten tot auf. Zeitgleich wird Nico von einem Hacker in Paris, der eine schier unglaubliche Entdeckung in Zusammenhang mit dem Voynich-Manuskript gemacht haben will, in seine Wohnung gebeten. Doch noch bevor sie etwas in Erfahrung bringen kann, findet sie ihn ebenfalls tot in seiner verwüsteten Wohnung auf. Bald treffen George und Nico aufeinander und finden heraus, dass die beiden Morde zusammenhängen. Auch der besiegt geglaubte Templerorden hat großen Anteil an den Ereignissen. Die beiden reisen in den Kongo, nach Paris, Prag, Glastonbury und Ägypten.
Im Gegensatz zu seinen Vorgängern weist der Titel Echtzeit-3D-Grafik und eine reine Tastatursteuerung auf. Darüber hinaus hat sich nicht viel geändert. Das Spielprinzip bleibt das gleiche, und der Charme der ersten beiden Teile ist auch nach Ansicht zahlreicher Kritiker des neuen Grafik-Stils nach wie vor vorhanden.

### Baphomets Fluch: Der Engel des Todes
Baphomets Fluch: Der Engel des Todes (orig. Broken Sword: The Angel Of Death) wurde am 15. September 2006 veröffentlicht. Während Charles Cecil für das Design verantwortlich war, wurde der Titel in Auftragsarbeit von Sumo Digital programmiert.
George Stobbart arbeitet mittlerweile als Anwalt in einem heruntergekommenen Kautionsbüro. Seine Beziehung zu Nicole ist bereits seit einiger Zeit in die Brüche gegangen. Als eines Tages eine junge Frau namens Anna Maria sein Büro betritt, verliebt er sich Hals über Kopf in die mysteriöse Schönheit. Ihr plötzliches Verschwinden ist der Auslöser für Georges viertes Abenteuer. Erneut umfasst der Handlungsbogen die Suche nach einem alten Artefakt mit großer und schrecklicher Macht, in dessen Verlauf George die Welt erneut retten muss.
Wie im dritten Teil wurde eine 3D-Engine verwendet, jedoch wurde die Point-and-Click-Steuerung optional wieder eingeführt. Thematisch orientiert sich das Spiel am Film noir, mit Anna Maria als undurchsichtiger Femme fatale. Georges ehemalige Freundin Nicole Collard tritt zwar ebenfalls als steuerbarer Charakter auf, übernimmt im Vergleich zu den vorherigen Titeln jedoch eine eher untergeordnete Rolle. Dies ergibt sich aus der geänderten Beziehung zu George.

### Baphomets Fluch: Der Sündenfall
Im August 2012 kündigte Revolution Software den fünften Teil der Baphomets-Fluch-Serie an und bat gleichzeitig Fans der Serie über die Crowdfunding-Plattform Kickstarter um Mithilfe bei der Finanzierung. Das Spiel trägt den Titel Baphomets Fluch: Der Sündenfall (orig. Broken Sword: The Serpent's Curse, wörtlich: Der Fluch der Schlange). Es erschien in zwei Episoden, die im Dezember 2013 bzw. April 2014 veröffentlicht wurden.
Die Handlung des Spiels beginnt abermals in Paris. Nico und George besuchen eine Ausstellung in einer Kunstgalerie, als plötzlich ein vermummter, bewaffneter Dieb den Raum betritt, den Galeriebesitzer erschießt und mit dem ausgestellten Bild einer Schlange flieht. Das Spiel basiert ähnlich wie die beiden ersten Teile wieder auf einem (nun für hochauflösende Computerdisplays optimierten) 2D-Zeichentrickstil und einer Point-and-Click-Steuerung.

### Baphomets Fluch: Parzival’s Stone
Ein weiterer Teil der Reihe wurde für 2024 angekündigt.

## Charaktere und Synchronsprecher
| Charakter                | Spiel                  | Spiel                      | Spiel                 | Spiel               | Spiel              |
| Charakter                | Baphomets Fluch        | Die Spiegel der Finsternis | Der schlafende Drache | Der Engel des Todes | Der Sündenfall     |
| ------------------------ | ---------------------- | -------------------------- | --------------------- | ------------------- | ------------------ |
| George Stobbart          | Alexander Schottky     | Alexander Schottky         | Alexander Schottky    | Alexander Schottky  | Alexander Schottky |
| Nicole Collard           | Franziska Pigulla      | Franziska Pigulla          | Franziska Pigulla     | Franziska Pigulla   | Petra Konradi      |
| André Lobineau           | Pius Maria Cüppers     | Pius Maria Cüppers         | Pius Maria Cüppers    |                     |                    |
| Sergeant Moue            | Unbekannt              |                            |                       |                     | Achim Schülke      |
| Gräfin Clarissa Piermont | Karin Buchali          |                            |                       |                     | Karin Buchali      |
| Bruno Ostvalt            | Unbekannt              |                            | Unbekannt             |                     |                    |
| Fleur                    | Unbekannt              |                            |                       |                     | Micaëla Kreißler   |
| Pearl Henderson          | Karin Buchali          | Karin Buchali              |                       | Unbekannt           | Karin Buchali      |
| Duane Henderson          | Karl Friedrich Gerster | Karl Friedrich Gerster     |                       | Unbekannt           | Bertram Hiese      |

## Fanprojekt Baphomets Fluch 2.5
Ab 2001 entwickelte ein Fanzusammenschluss unter dem Namen mindFactory mit Duldung von Revolution Software einen inoffiziellen Nachfolger zu Baphomets Fluch 2. Baphomets Fluch 2.5: Die Rückkehr der Tempelritter entstand ganz im Stil der ersten beiden Teile im handgezeichneten 2D-Comicstil. Die Entwickler konnten dabei Alexander Schottky, Georges deutsche Originalstimme, und andere professionelle Synchronsprecher (u. a. Joachim Kerzel, Synchronstimme von Jack Nicholson, oder Dirk Meyer) ohne Gage für das Projekt gewinnen. Die Spielzeit entspricht in etwa der des Originaltitels. Das Fanadventure wurde im September 2008 als Download für Windows-PCs veröffentlicht. Seit 2016 ist das Spiel mit Hilfe der virtuellen Maschine ScummVM auch auf modernen PCs sowie Computern mit diversen anderen Betriebssystemen lauffähig.